# TXNDC8
TXNDC8 (англ. Thioredoxin domain containing 8) – білок, який кодується однойменним геном, розташованим у людей на 9-й хромосомі. Довжина поліпептидного ланцюга білка становить 127 амінокислот, а молекулярна маса — 14 575.
| 10         |  | 20         |  | 30         |  | 40         |  | 50         |
| ---------- |  | ---------- |  | ---------- |  | ---------- |  | ---------- |
| MVQIIKDTNE |  | FKTFLTAAGH |  | KLAVVQFSSK |  | RCGPCKRMFP |  | VFHAMSVKYQ |
| NVFFANVDVN |  | NSPELAETCH |  | IKTIPTFQMF |  | KKSQKVTLFS |  | RIKRIICCYR |
| SGFMSNLIFE |  | FCGADAKKLE |  | AKTQELM    |  |            |  |            |

A: Аланін

C: Цистеїн

D: Аспарагінова кислота

E: Глутамінова кислота

F: Фенілаланін

G: Гліцин

H: Гістидин

I: Ізолейцин

K: Лізин

L: Лейцин

M: Метіонін

N: Аспарагін

P: Пролін

Q: Глутамін

R: Аргінін

S: Серин

T: Треонін

V: Валін

Кодований геном білок за функцією належить до білків розвитку. 
Задіяний у таких біологічних процесах, як диференціація клітин, сперматогенез, альтернативний сплайсинг. 
Локалізований у цитоплазмі, апараті гольджі.